# Chicago Heights, Illinois
Chicago Heights là một thành phố thuộc quận Cook, tiểu bang Illinois, Hoa Kỳ. Năm 2010, dân số của thành phố này là 30276 người.

## Dân số
Dân số qua các năm:
- Năm 2000: 32776 người.
- Năm 2010: 30276 người.